# Cyphon impressus
Cyphon impressus is een keversoort uit de familie moerasweekschilden (Scirtidae). De wetenschappelijke naam van de soort werd in 1871 gepubliceerd door Ernst August Hellmuth von Kiesenwetter.